# بيتر هيد
بيتر هيد (بالإنجليزية: Peter Head)‏ هو مغن مؤلف وعازف بيانو أسترالي، ولد في 1948.